# Listă de filme britanice din 1951
Aceasta este o listă de filme britanice din 1951:

## Lista
| Titlu                              | Regizor                                       | Distribuție                                             | Gen                    | Note                                                               |
| ---------------------------------- | --------------------------------------------- | ------------------------------------------------------- | ---------------------- | ------------------------------------------------------------------ |
| The Adventurers                    | David MacDonald                               | Jack Hawkins, Peter Hammond                             | Adventure              |                                                                    |
| The African Queen                  | John Huston                                   | Humphrey Bogart, Katharine Hepburn                      | African adventure      |                                                                    |
| Another Man's Poison               | Irving Rapper                                 | Bette Davis, Gary Merrill                               | Crime drama            |                                                                    |
| Appointment with Venus             | Ralph Thomas                                  | George Coulouris, David Niven, Glynis Johns             | World War II/comedy    |                                                                    |
| Assassin for Hire                  | Michael McCarthy                              | Sydney Tafler, Ronald Howard                            | Crime                  |                                                                    |
| The Black Widow                    | Vernon Sewell                                 | Christine Norden, Robert Ayres                          | Thriller               |                                                                    |
| Blackmailed                        | Marc Allégret                                 | Mai Zetterling, Dirk Bogarde                            | Drama                  |                                                                    |
| The Browning Version               | Anthony Asquith                               | Michael Redgrave, Jean Kent, Nigel Patrick              | Drama                  |                                                                    |
| Calling Bulldog Drummond           | Victor Saville                                | Walter Pidgeon, Robert Beatty                           | Crime                  |                                                                    |
| Captain Horatio Hornblower R.N.    | Raoul Walsh                                   | Gregory Peck, Virginia Mayo                             | Adventure              |                                                                    |
| A Case for PC 49                   | Francis Searle                                | Brian Reece, Joy Shelton                                | Mystery                |                                                                    |
| Cheer the Brave                    | Kenneth Hume                                  | Elsie Randolph, Geoffrey Keen                           | Comedy                 |                                                                    |
| Chelsea Story                      | Charles Saunders                              | Henry Mollison, Sydney Tafler, Ingeborg von Kusserow    | Crime                  |                                                                    |
| Circle of Danger                   | Jacques Tourneur                              | Ray Milland, Patricia Roc                               | Thriller               |                                                                    |
| Cloudburst                         | Francis Searle                                | Robert Preston, Harold Lang, Elizabeth Sellars          | Drama                  |                                                                    |
| The Clouded Yellow                 | Ralph Thomas                                  | Trevor Howard, Jean Simmons                             | Thriller               |                                                                    |
| Cry, the Beloved Country           | Zoltan Korda                                  | Canada Lee, Sidney Poitier                              | African drama          | Entered into the 2nd Berlin International Film Festival            |
| The Dark Light                     | Vernon Sewell                                 | Albert Lieven, David Greene                             | Drama                  |                                                                    |
| The Dark Man                       | Jeffrey Dell                                  | Maxwell Reed, Edward Underdown                          | Thriller               |                                                                    |
| Death Is a Number                  | Robert Henryson                               | Terence Alexander, Lesley Osmond, Ingeborg von Kusserow | Horror                 |                                                                    |
| Encore                             | Pat Jackson, Harold French, Anthony Pelissier | Nigel Patrick, Kay Walsh                                | Drama                  | Anthology of stories by W. Somerset Maugham                        |
| Files from Scotland Yard           | Anthony Squire                                | John Harvey, Moira Lister                               | Crime                  |                                                                    |
| Flesh and Blood                    | Anthony Kimmins                               | Richard Todd, Glynis Johns                              | Drama                  |                                                                    |
| Four Days                          | John Guillermin                               | Hugh McDermott, Kathleen Byron                          | Drama                  |                                                                    |
| The Franchise Affair               | Lawrence Huntington                           | Michael Denison, Dulcie Gray                            | Thriller               |                                                                    |
| The Galloping Major                | Henry Cornelius                               | Basil Radford, Jimmy Hanley, Janette Scott              | Comedy                 |                                                                    |
| Green Grow the Rushes              | Derek N. Twist                                | Roger Livesey, Honor Blackman                           | Comedy                 |                                                                    |
| Happy Go Lovely                    | H. Bruce Humberstone                          | Vera Ellen, David Niven                                 | Romance                |                                                                    |
| Hell Is Sold Out                   | Michael Anderson                              | Mai Zetterling, Herbert Lom                             | Drama                  |                                                                    |
| High Treason                       | Roy Boulting                                  | Liam Redmond, André Morell                              | Crime                  |                                                                    |
| Home to Danger                     | Terence Fisher                                | Guy Rolfe, Rona Anderson                                | Crime                  |                                                                    |
| The House in the Square            | Roy Ward Baker                                | Tyrone Power, Ann Blyth, Michael Rennie                 | Drama, Romance         |                                                                    |
| Honeymoon Deferred                 | Mario Camerini                                | Sally Ann Howes, Griffith Jones, Kieron Moore           | Comedy                 | Co-production with Italy                                           |
| Hotel Sahara                       | Ken Annakin                                   | Yvonne De Carlo, Peter Ustinov                          | Comedy                 |                                                                    |
| I'll Get You for This              | Joseph M. Newman                              | George Raft, Coleen Gray                                | Crime                  |                                                                    |
| Lady Godiva Rides Again            | Frank Launder                                 | Diana Dors, Alastair Sim                                | Comedy                 |                                                                    |
| The Lady with a Lamp               | Herbert Wilcox                                | Anna Neagle, Michael Wilding                            | Biopic                 |                                                                    |
| The Late Edwina Black              | Maurice Elvey                                 | David Farrar, Geraldine Fitzgerald                      | Drama                  |                                                                    |
| Laughter in Paradise               | Mario Zampi                                   | Alastair Sim, George Cole                               | Comedy                 |                                                                    |
| The Lavender Hill Mob              | Charles Crichton                              | Alec Guinness, Stanley Holloway, Sid James              | Comedy                 | Number 17 in the list of BFI Top 100 British films; Ealing Studios |
| Let's Go Crazy                     | Alan Cullimore                                | Spike Milligan, Peter Sellers                           | Comedy                 |                                                                    |
| Life in Her Hands                  | Philip Leacock                                | Kathleen Byron, Bernadette O'Farrell                    | Drama                  |                                                                    |
| The Long Dark Hall                 | Reginald Beck, Anthony Bushell                | Rex Harrison, Lilli Palmer                              | Crime                  |                                                                    |
| Madame Louise                      | Maclean Rogers                                | Richard Hearne, Petula Clark, Garry Marsh               | Comedy                 |                                                                    |
| The Magic Box                      | John Boulting                                 | Robert Donat, Margaret Johnston                         | Biopic                 |                                                                    |
| The Man in the White Suit          | Alexander Mackendrick                         | Alec Guinness, Joan Greenwood, Cecil Parker             | Comedy                 | Number 58 in the list of BFI Top 100 British films; Ealing Studios |
| Mr. Denning Drives North           | Anthony Kimmins                               | John Mills, Phyllis Calvert                             | Mystery                |                                                                    |
| Mister Drake's Duck                | Val Guest                                     | Douglas Fairbanks Jr., Yolande Donlan                   | Science fiction/comedy |                                                                    |
| Murder in the Cathedral            | George Hoellering                             | John Groser, Alexander Gauge                            | Historical             |                                                                    |
| Mystery Junction                   | Michael McCarthy                              | Sydney Tafler, Barbara Murray                           | Crime                  |                                                                    |
| Night Was Our Friend               | Michael Anderson                              | Elizabeth Sellars, Michael Gough                        | Drama                  |                                                                    |
| Night Without Stars                | Anthony Pelissier                             | David Farrar, Nadia Gray                                | Crime                  |                                                                    |
| No Highway in the Sky              | Henry Koster                                  | James Stewart, Marlene Dietrich                         | Drama                  |                                                                    |
| No Resting Place                   | Paul Rotha                                    | Michael Gough                                           | Drama                  |                                                                    |
| Old Mother Riley's Jungle Treasure | Maclean Rogers                                | Arthur Lucan, Kitty McShane                             | Comedy                 |                                                                    |
| One Wild Oat                       | Charles Saunders                              | Robertson Hare, Stanley Holloway, Sam Costa             | Comedy                 |                                                                    |
| Out of True                        | Philip Leacock                                | Jane Hylton, Muriel Pavlow                              | Drama documentary      |                                                                    |
| Outcast of the Islands             | Carol Reed                                    | Robert Morley, Trevor Howard                            | Drama                  |                                                                    |
| Pandora and the Flying Dutchman    | Albert Lewin                                  | Ava Gardner, James Mason, Nigel Patrick                 | Drama                  |                                                                    |
| Penny Points to Paradise           | Tony Young                                    | Harry Secombe, Alfred Marks, Peter Sellers              | Comedy                 |                                                                    |
| Pool of London                     | Basil Dearden                                 | Bonar Colleano, Earl Cameron, Susan Shaw                | Drama                  |                                                                    |
| The Quiet Woman                    | John Gilling                                  | Derek Bond, Jane Hylton                                 | Crime                  |                                                                    |
| Reluctant Heroes                   | Jack Raymond                                  | Ronald Shiner, Derek Farr                               | Comedy                 |                                                                    |
| The Rossiter Case                  | Francis Searle                                | Helen Shingler, Clement McCallin                        | Mystery                |                                                                    |
| Scarlet Thread                     | Lewis Gilbert                                 | Kathleen Byron, Laurence Harvey                         | Drama                  |                                                                    |
| Scrooge                            | Brian Desmond Hurst                           | Alastair Sim, Mervyn Johns, Hermione Baddeley           | Literary drama         |                                                                    |
| The Six Men                        | Michael Law                                   | Harold Warrender, Olga Edwardes                         | Crime                  |                                                                    |
| The Smart Aleck                    | John Guillermin                               | Peter Reynolds, Mercy Haystead                          | Crime                  |                                                                    |
| Take Me to Paris                   | Jack Raymond                                  | Albert Modley, Bruce Seton                              | Comedy                 |                                                                    |
| A Tale of Five Cities              | Various                                       | Bonar Colleano, Barbara Kelly                           | Mystery                |                                                                    |
| The Tales of Hoffmann              | Michael Powell, Emeric Pressburger            | Robert Rounseville, Moira Shearer, Ludmilla Tchérina    | Ballet                 | Two Academy Award nominations; entered at Cannes and Berlin        |
| Talk of a Million                  | John Paddy Carstairs                          | Jack Warner, Barbara Mullen                             | Comedy                 |                                                                    |
| There Is Another Sun               | Lewis Gilbert                                 | Maxwell Reed, Laurence Harvey                           | Drama                  |                                                                    |
| The Third Visitor                  | Maurice Elvey                                 | Sonia Dresdel, Guy Middleton                            | Crime                  |                                                                    |
| To Have and to Hold                | Godfrey Grayson                               | Avis Scott, Patrick Barr                                | Drama                  |                                                                    |
| Tom Brown's Schooldays             | Gordon Parry                                  | Robert Newton, John Howard Davies, James Hayter         | Drama                  |                                                                    |
| Two on the Tiles                   | John Guillermin                               | Herbert Lom, Brenda Bruce                               | Comedy                 |                                                                    |
| Valley of Eagles                   | Terence Young                                 | Jack Warner, Nadia Gray                                 | Thriller               |                                                                    |
| Where No Vultures Fly              | Harry Watt                                    | Anthony Steel, Dinah Sheridan                           | African adventure      |                                                                    |
| White Corridors                    | Pat Jackson                                   | Googie Withers, James Donald                            | Drama                  |                                                                    |
| Worm's Eye View                    | Jack Raymond                                  | Ronald Shiner, Diana Dors                               | Comedy                 |                                                                    |
| Young Wives' Tale                  | Henry Cass                                    | Joan Greenwood, Nigel Patrick, Audrey Hepburn           | Comedy                 |                                                                    |